# Comano (Szwajcaria)
Comano (lmo. Cuman) − miejscowość i gmina w południowej Szwajcarii, w kantonie Ticino, w okręgu (distretto) Lugano, w powiecie (circolo) Vezia.

## Demografia
W Comano mieszka 2 120 osób. W 2021 roku 12,6% populacji gminy stanowiły osoby urodzone poza Szwajcarią. 